# Facharzt für Urologie
Facharzt für Urologie, auch Urologe/Urologie, ist in Deutschland die offizielle Bezeichnung für einen Facharzt, der sich auf die ärztliche Tätigkeit im Gebiet Urologie spezialisiert hat.

## Gebiet Urologie
Das Gebiet Urologie umfasst nach der Definition der deutschen Weiterbildungsordnung für Ärztinnen und Ärzte die Vorbeugung, Erkennung, Behandlung, Nachsorge und Rehabilitation von Erkrankungen, Funktionsstörungen, Fehlbildungen und Verletzungen des männlichen Urogenitalsystems und der weiblichen Harnorgane.

## Facharzt-Weiterbildung
Um in Deutschland als Facharzt für Urologie Urologe/Urologin tätig werden zu können, muss nach dem Abschluss eines Medizinstudiums und erteilter Approbation als Arzt eine mindestens fünfjährige Weiterbildung im Gebiet Urologie mit Erfolg absolviert worden sein. Die Berechtigung zur Führung einer Facharzt-, Schwerpunkt- oder Zusatzbezeichnung wird nach einer mündlichen Prüfung von der zuständigen Landesärztekammer erteilt.
Die Weiterbildung muss an zugelassenen Weiterbildungsstätten absolviert werden: mindestens
- 60 Monate Urologie, davon
  - können zum Kompetenzerwerb bis zu 12 Monate Weiterbildung in anderen Gebieten erfolgen.

Bei der Anmeldung zur Weiterbildungsprüfung müssen der zuständigen Ärztekammer sämtliche Nachweise über die erfüllten Mindestanforderungen vorgelegt werden. Dazu gehören auch die Logbuch-Dokumentationen über alle durch die MWBO vorgegebenen Inhalte der Weiterbildung. Zur Weiterbildungsprüfung muss man darlegen, dass man über die entsprechenden Kenntnisse, Erfahrungen und Fertigkeiten in Urologie verfügt.

### Inhalte der Weiterbildung
Zur Weiterbildungsprüfung muss dargelegt werden können, dass man Kenntnisse, Erfahrungen und Fertigkeiten unter anderem in folgenden Bereichen erlangt hat:
- Fachgebundene genetische Beratung
- Urologische Notfälle
- Blasenfunktionsstörungen
- Steintherapie
- Andrologische Krankheitsbilder
- Kinderurologische Krankheitsbilder
- Geriatrische Krankheitsbilder
- Nierenfunktionsstörungen
- Tumorerkrankungen
- Sexualmedizinische Störungen
- Infektionen
- diagnostische Verfahren wie zum Beispiel Urethrozystoskopie, Urethropyelographie, Ultraschalluntersuchungen, urodynamische Untersuchungen
- Rehabilitation.

Die Inhalte der Musterweiterbildungsordnung sind allerdings nur eine Empfehlung für die rechtsverbindlichen Weiterbildungsordnungen der Landesärztekammern, die hiervon abweichende Regelungen treffen können.

## Zusatz-Weiterbildungen
Fachärztinnen und -ärzte für Urologie haben die Möglichkeit, sich durch Zusatz-Weiterbildung weiter zu qualifizieren. Hierzu gehören insbesondere die Zusatz-Weiterbildungen Andrologie, Proktologie, Spezielle Kinder- und Jugend-Urologie und Transplantationsmedizin.

### Zusatz-Weiterbildung Spezielle Kinder- und Jugend-Urologie
Voraussetzungen für die Zusatz-Bezeichnung Spezielle Kinder- und Jugend-Urologie sind
- die Facharztanerkennung für Urologie oder Kinder- und Jugendchirurgie und zusätzlich
- 18 Monate Spezielle Kinder- und Jugend-Urologie unter Befugnis an Weiterbildungsstätten
- Nachweis der unter Befugnis erlangten Kenntnisse, Erfahrungen und Fertigkeiten in Spezieller Kinder- und Jugend-Urologie gemäß den in der Weiterbildungsordnung beschriebenen Inhalten der Zusatz-Weiterbildung:[2]